# Strappo

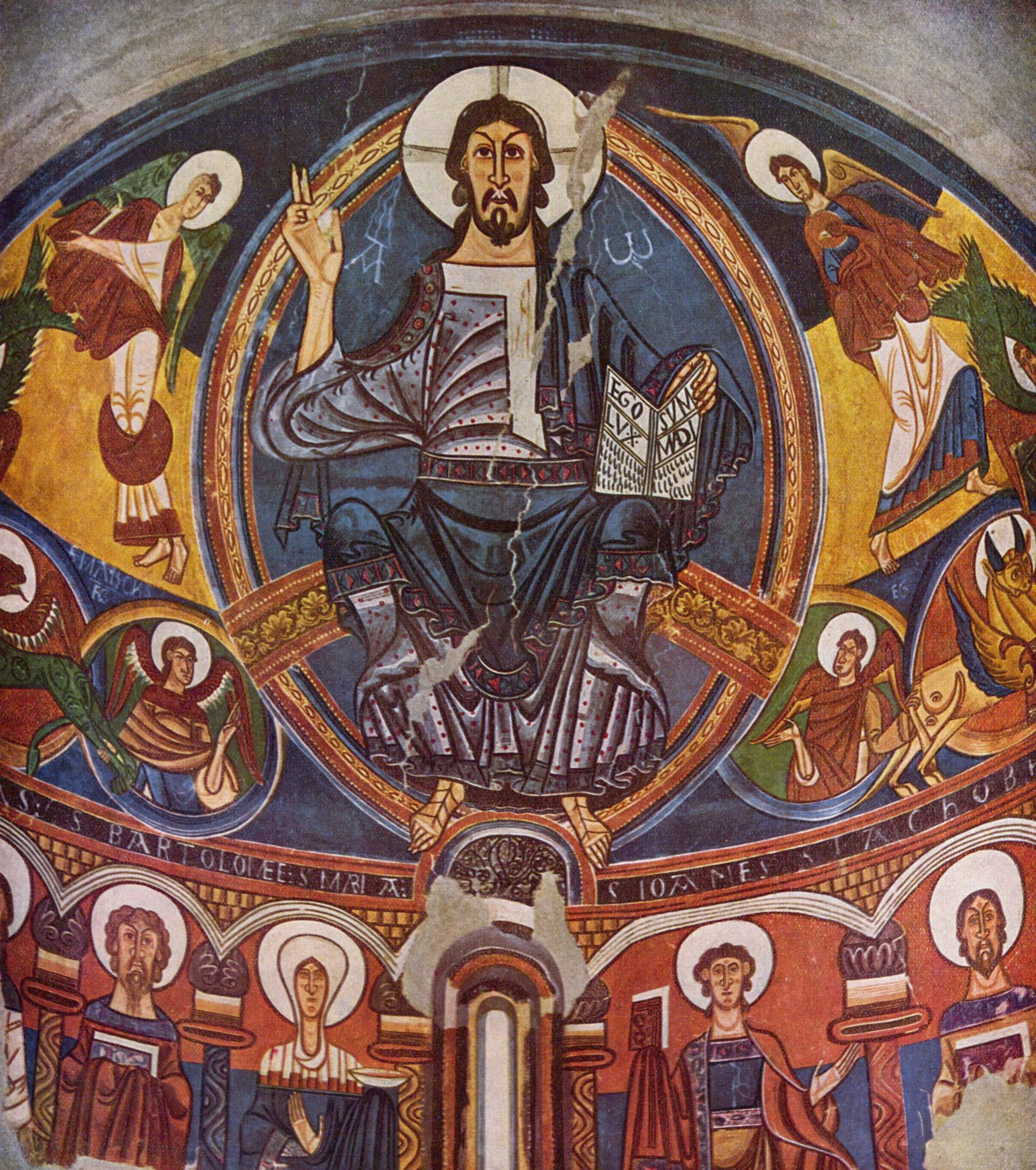
Absis central de Sant Climent de Taüll, al Museu Nacional d'Art de Catalunya després d'un arrencament a l'strappo

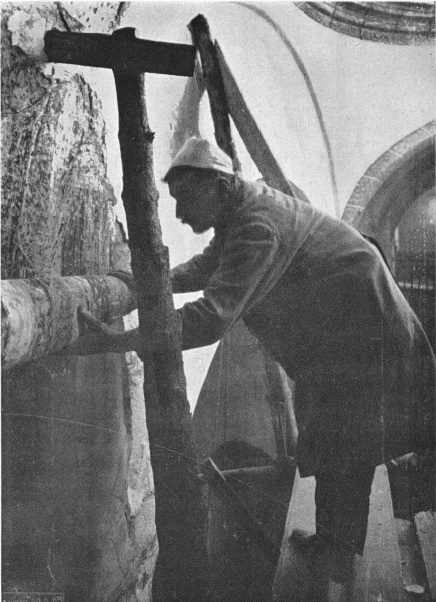
Arrancada de les pintures de Santa Maria de Taüll amb la tècnica de l'strappo

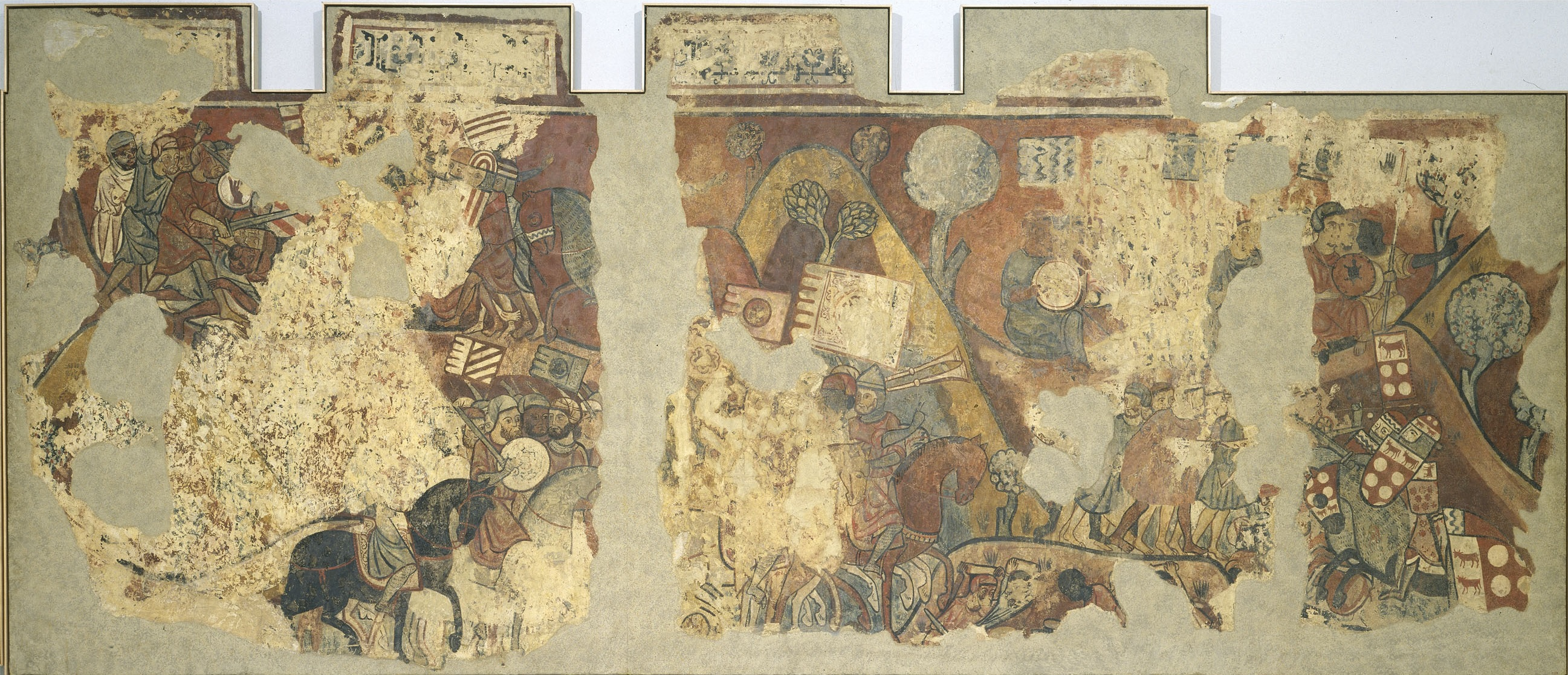
Panell de la batalla de Portopí de les pintures murals de la conquesta de Mallorca, traslladades amb la tècnica de l'strappo al MNAC

Strappo és un mot italià que significa arrencat o esquinçat i que dona nom a la tècnica d'arrencament de la superfície cromàtica d'una pintura mural, amb la que s'aconsegueix separar la pel·lícula que forma la pintura i la capa fina de calç (intonaco) sobre la que s’ha aplicat, de l'arrebossat del mur posterior on es troba.
Aquest trasllat s'ha realitzat des de l'antiguitat. Vitruvi va relatar com l'any 59 aC., algunes pintures havien estat tretes de murs tallant els maons i col·locades en marcs de fusta per ser portades al Comitium a Roma. L'arqueòleg Amedeo Maiuri va trobar pintures murals en bastidors de fusta a les excavacions a Pompeia, com a precursor de l'extracció, quasi massiva en època més moderna, que va començar a efectuar-se a partir dels segles xviii i xix, de vegades amb fins especulatius per part de col·leccionistes particulars.

## Procés
El procés consta de diverses parts: 
- La neteja del mur o superfície, on es troba la pintura, per deslliurar-la de restes de pols, calç o retocs de pintura sobreposada. Una vegada ben neta tota la zona, es realitza l'assentament del color amb un fixatiu que no sigui orgànic i que alteri els menys possible els colors originals.[4] Antigament es feia amb goma laca descerada o polímer acrílic, actualment alguns restauradors utilitzen resina epoxi.[5]
- Preparació de gasa i teles de cotó amarades en cola orgànica calenta soluble a l'aigua. La selecció de teles i de la cola ha de ser ben estudiades per a l'èxit de l'operació. Amb aquestes teles es cobreix la pintura que es desitja arrencar, és necessària la seva aplicació uniforme sense deixar buits entre la roba i la pintura i que s'adapti perfectament a les irregularitats que pugui presentar el mur, perquè a la seva arrencada (strappo) no quedi cap resta de pintura. Algun cop cal posar-hi de dues a tres capes de teles encolades per aconseguir una força d'adhesió superior a la que existeix entre la pintura i la paret.[6]
- Quan l'entelat està sec, es procedeix a l'strappo: de manera lenta i acurada s'aixeca tibant d'un costat de la tela, de vegades amb l'ajut d'una espàtula, per aconseguir que arrossegui la capa de pintura i calç, i enrotllar-la progressivament per fer més fàcil l'arrencada si és un mural de grans dimensions.[7][8]
- Un cop extreta la pintura, es procedeix a la seva extensió en una superfície plana, per la part del revés de l'entelat i es desprenen les restes de cal o arrebossat del mur que poguessin haver-se'n quedat enganxats. Tot seguit s'aplica una gasa i una xarpellera o tela de lli amarada en una solució de cola de caseïnat càlcic insoluble en aigua.[7]
- Una vegada traslladada la pintura al nou suport per a la seva exhibició, amb ajut d'aigua calenta s'arrenquen les teles de la part central que s'havien col·locat per a la seva extracció.[9]

### Altres tècniques
Per a l'arrencada de pintures, principalment al fresc però que també es pot aplicar a la pintura mural a l'oli, vernís o a la cera, així com sobre taula, hi ha altres tècniques a més a més de l'strappo. Per exemple l'anomenada l'stacco a massello, per la que s'arrenca amb el morter de la part posterior de la pintura. Amb aquesta tècnica s'havia de fer forçosament amb trossos no més grans d'uns 40 centímetres quadrats. Aquest sistema és el més costós de treball i més complicat per traslladar pel pes de la càrrega posterior del mur. Pel seu firmat petit es limita l'ús d'aquesta tècnica a fragments o peces petites. És també la tècnica més antiga que es coneix d’arrencada de pintures.

## Actuacions
Al segle XXI amb el progrés a la tècnica de restauració d'aquestes obres d'art, fa possible el tractament d'aquestes pintures in situ. Deixant per al seu strappo a murals on les circumstàncies dels quals són estudiades a fons i és inevitable el seu trasllat, com podria ser la ruïna irreversible de l'edifici on es troben o la construcció d'un pantà en què es troba un edifici que ha de quedar negat.
Altres motius de trasllat poden ser el risc que pot córrer la pintura a causa del canvi de l'edifici per a una nova funció, l'emplaçament d'esglésies o ermites mal vigilades o abandonades en llocs llunyans amb possible perill de robatori, en aquest últim cas es trobaven moltes de les esglésies romàniques catalanes, les pintures de les quals van ser traslladades al Museu Nacional d'Art de Catalunya, a principi de segle xx, quan ja s'havien començat a vendre a col·leccionistes o inundacions com les que va patir Florència quan l'Arno es va desbordar el 1966.

D'acord amb el Consell Internacional dels Monuments i Llocs Històrics (ICOMOS):
| « | ... l'arrancada i transferència són operacions perilloses, dràstiques i irreversibles que afecten greument la composició física, l'estructura material i les característiques estètiques de les pintures murals. Aquestes operacions, per tant, solament es justifiquen en casos extrems, quan totes les opcions de tractament in situ no són viables. | » |